# Ескадрені міноносці типу «Леоне»
Ескадрені міноносці типу «Леоне» (італ. Cacciatorpediniere della Classe Leone) — серія крейсерів-скаутів, а згодом ескадрених міноносців ВМС Італії 1920-х років

## Історія створення
Ескадрені міноносці типу «Леоне» були подальшим розвитком есмінців типу «Карло Мірабелло». У 1917 році було замовлено 5 кораблів. Але через нестачу матеріалів будівництво було скасоване.
У 1920 році було повторно замовлено 3 кораблі у дещо модифікованому варіанті.

## Представники
| Корабель   | Виготовлювач              | Закладено              | Спущено             | У строю             | Доля                                          |
| ---------- | ------------------------- | ---------------------- | ------------------- | ------------------- | --------------------------------------------- |
| «Леоне»    | «Ansaldo», Сестрі-Потенте | 23 листопада 1921 року | 1 жовтня 1923 року  | 1 липня 1924 року   | Розбився о скелю і затонув 1 квітня 1941 року |
| «Тігре»    | «Ansaldo», Сестрі-Потенте | 23 січня 1922 року     | 7 серпня 1924 року  | 10 жовтня 1924 року | Затоплений 4 квітня 1941 року                 |
| «Пантерао» | «Ansaldo», Сестрі-Потенте | 19 грудня 1921 року    | 18 жовтня 1923 року | 28 жовтня 1924 року | Затоплений 4 квітня 1941 року                 |

## Конструкція
Силова установка кораблів складалась з 4 парових котлів та 2 парових турбін Парсонса потужністю 42 000 к.с., що мало забезпечувати швидкість у 22 вузли. 
Запас палива становив 399 т мазуту, що забезпечувало дальність плавання у 2 000 миль на швидкості 15 вузлів.
Озброєння складалось з восьми 120-мм гармат «120/45», розміщених попарно. Зенітне озброєння складалось 2 двох 76-мм гармат.
Торпедне озброєння складалось з шести 450-мм торпедних апаратів, розміщених по троє. Також кораблі могли нести по 60 мін.
У 1931-1932 роках 450-мм торпедні апарати були замінені на 533-мм. 
У 1936 році кораблі, які вже вважались застарілими, були переобладнані для несення служби в Червоному морі. Був збільшений запас палива та зняті 76-мм гармати. У 1938 році були встановлені 13,2-мм зенітні кулемети, які перед початком війни були замінені на 20-мм/65 зенітні автомати